# Thio
Cet article concerne une commune en Nouvelle-Calédonie. Pour l'arrondissement au Bénin, voir Thio (Bénin).
Thio (en langue Xârâcùù ou Xâragùrè (Borendy) : Tchô ou Cöö) est une commune française de Nouvelle-Calédonie située sur la côte Est de la Grande Terre, dans la Province Sud, à 120 km de Nouméa, entre Canala (46 km au nord-ouest) et Boulouparis (côte ouest, 47 km)
L'agglomération centrale comporte deux parties séparées par le fleuve Thio à son embouchure, Thio-Village (rive gauche, 677 habitants) et Thio-Mission (rive droite, 343 habitants). La commune comporte également 13 tribus.
La commune fait partie de l'aire coutumière Xârâcùù .

## Géographie
Le point culminant de la commune est le pic Ningua dont la hauteur atteint 1 343 mètres. Elle est traversée par le fleuve Thio, à l'embouchure duquel le village a été installé.
Les communes voisines sont :
- côte est : Canala, Yaté,
- côte ouest : Païta, La Foa, Boulouparis.

## Histoire

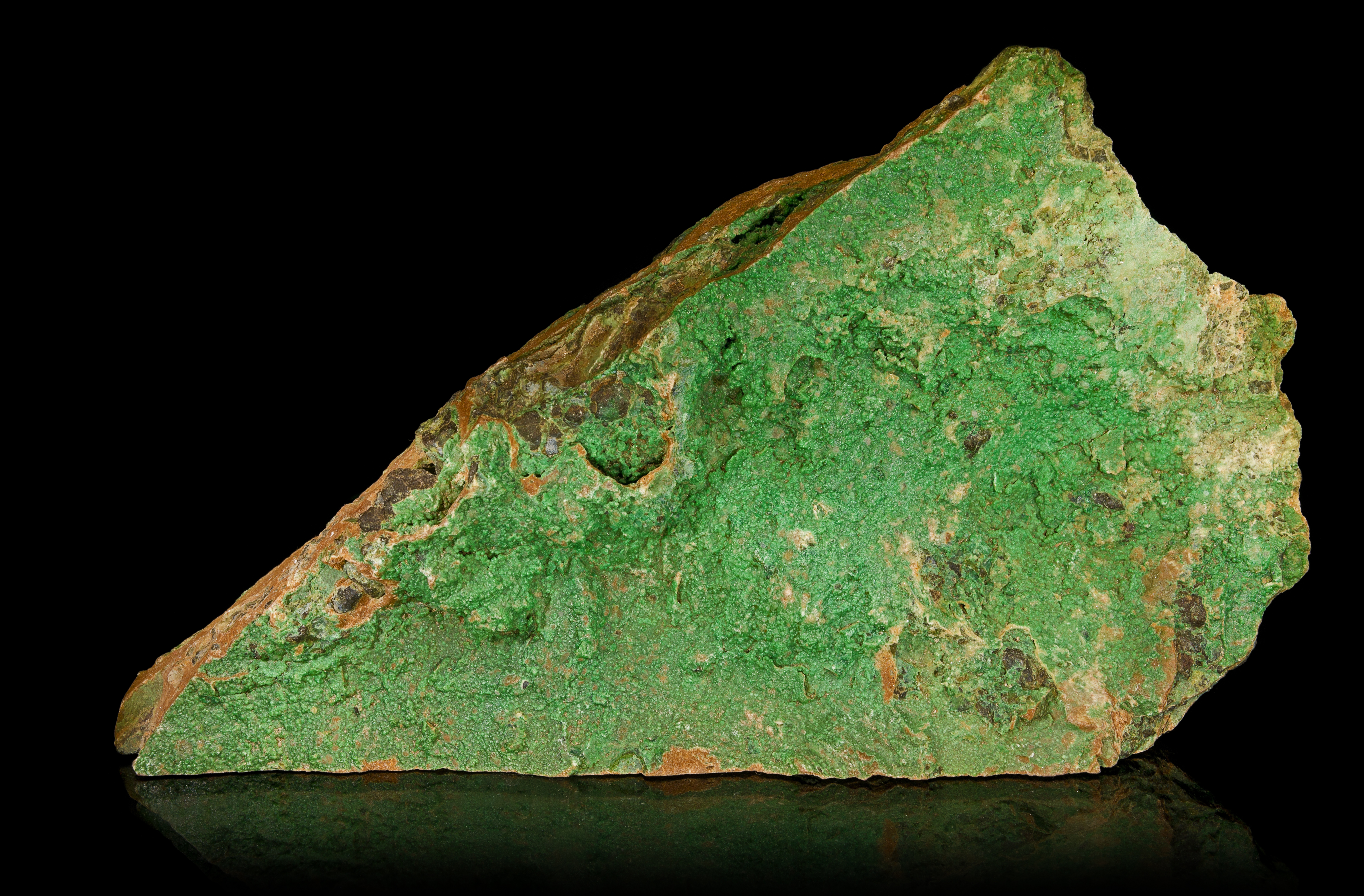
Garniérite - Thio - Nouvelle-Calédonie

### 1868
Benjamin Balansa loue une partie de la vallée de Dothio.
Une mission catholique est créée sur la rive droite de l'embouchure de la Thio en 1868, par le père mariste Dominique Moris (1834-1907). Le premier chrétien originaire de Thio serait François Kamondi. La construction d'une église est lancée par le père Simonin en 1880, sur les plans du R.P. Vigouroux, et inaugurée en 1913. Le clocher, rajouté au début du XXe siècle, a été remanié dans les années 1920 pour prendre sa forme hexagonale actuelle. Deux tourelles rondes coiffées de poivrières réalisées par la SLN sont ajoutées par la suite.  

### 1874
Mais l'histoire contemporaine de Thio est avant tout liée à celle de la mine, d'abord la mine Rose, sur le Plateau de Thio. Capitale du nickel à partir de 1875, elle est le premier site d'extraction de ce métal au monde, année de la découverte, (homologuée en 1876), de la garniérite (par Jules Garnier). 
La Société Le Nickel (SLN) y est créée en 1880 par John Higginson et Jules Garnier notamment. Le port minéralier est installé à côté de la mission. Deux fonderies sont exploitées sur le territoire de la commune (avant que toutes les activités de transformation du nickel ne soient regroupés à l'usine de Doniambo à Nouméa) : Ouroué (1889-1891), Thio-Mission (1912-1930). Le siège social de la SLN est même, de manière éphémère, situé à Thio-Village de 1921 à 1923. En 1893, un chemin de fer de 8km relie le Pont du Père et le premier pont sur la Thio.
Elle reste encore aujourd'hui un haut lieu de l'exploitation de ce minerai par la SLN. Le journal La France australe la surnomme « Nickeltown », et le Bulletin de Commerce pour sa part l'appelle «Thio-les-Rothschild», du nom du principal actionnaire de la SLN à l'époque, la famille Rothschild. 
Durant la grande révolte kanak de 1878, le chef Léopold, de la tribu catholique de Saint-Pierre ainsi qu'un Kanak nommé Humbert (également de cette tribu), sont des premiers chefs de l'insurrection, alors que le chef Philippo, de la tribu de Saint-Philippe refuse de se joindre aux insurgés.
En 1886, la Commission Municipale de Thio est créée.
Considérée comme le centre économique et la plus riche commune de la Nouvelle-Calédonie jusque dans les années 1930, Thio dispose de plusieurs établissements hôteliers (par exemple l'hôtel Sigura, et même de courses hippiques réputées, qui vont durer jusqu'en 1933. Elle est régulièrement approvisionnée en biens de consommation et d’équipements que l’on ne trouve pas à Nouméa, par des navires venant directement d’Europe et d’Australie. 
En 1888, le camp pénitentiaire de Thio se met en place, avec 350 condamnés au Plateau, et 93 à Ouroué. En 1893, ils sont 1500 à 2000 au Plateau. En 1896, ils sont 1000 à 1200, au milieu d'un personnel libre très nombreux.
L'apport de main-d'œuvre étrangère  en fait un pôle particulièrement cosmopolite : coolie chinois, indiens (600) dès 1865, prisonniers du bagne après 1872, Chân đăng (Annamites ou vietnamiens à partir de 1891, plusieurs centaines dès 1891), 1 200 Japonais débarqués du Hiroshima Maru en 1892 (avec un premier arrivage de 599, pour Meh, Toumourou et Pauline), Indonésiens (600 Javanais) à partir de 1895, puis des Réunionnais, Kanak locaux ou venus des Îles Loyauté qui vont être jusqu'à 2 000 à Thio, Néo-Hébridais (clandestins en 1875-1880, puis autorisés dès 1893), voire d'autres migrants européens comme des Yougoslaves).

### 1930
La crise des années 1930, la baisse observée de la teneur en nickel du minerai extrait, les cantonnements en Australie ou les expulsions des Japonais durant la Seconde Guerre mondiale puis les indépendances successives de l'Indonésie en 1945-1949, du Viêt Nam en 1945-1954 et du Vanuatu en 1980 touchent Thio en la privant d'une partie de sa main-d'œuvre. 
Ces travailleurs sont remplacés à partir des années 1950 par un nouvel apport de population, Wallisiens et Futuniens.
Le « Boom du Nickel » permet un renouveau momentané à la fin des années 1960 et au début des années 1970. À la même époque, les techniciens et ingénieurs de la SLN adaptent la technique du sondage carotté à la reconnaissance des gisements de nickel. 
Thio est, de plus en plus, concurrencée par d'autres nouveaux centres miniers d'importance : Kouaoua, Koumac, Poum, Voh, Népoui (à Poya), Goro (à Yaté).

### 1980
Thio est ensuite, durant les années 1980, l'un des principaux foyers d'affrontements entre partisans et opposants à l'indépendance durant la période dite des « Événements ». La commune, du fait de sa forte proportion de non mélanésiens, est considérée comme un fief anti-indépendantiste (ou loyaliste). Son maire depuis 1971, Roger Galliot, ancienne figure du mouvement initialement autonomiste de l'Union calédonienne (UC), a quitté celui-ci en 1977 lorsque ce parti a officiellement pris position pour l'indépendance sous la conduite de Jean-Marie Tjibaou. Galliot s'est fait réélire à la tête de la commune en 1983 en adoptant une attitude de fermeté vis-à-vis des indépendantistes, et fonde en 1984 la section néo-calédonienne du Front national (FN). 
Thio est donc vu par les partisans de l'accès à la pleine souveraineté comme un bastion à prendre. Le Comité de lutte local du Front de libération nationale kanak et socialiste (FLNKS) d'Éloi Machoro commence le 20 novembre 1984 un véritable «siège de Thio» (épisode appelé également « l'occupation de Thio » : gendarmerie occupée, barrages dressés tout autour du village, drapeau français brûlé en public par Machoro le 30 novembre, propriétaires européens désarmés le 4 décembre). 
De nombreux actes de violences ont lieu, avec une forte pression psychologique sur les populations polynésiennes, les Mélanésiens non-indépendantistes ou les populations d'origine européenne notamment. Le seul incident officiellement reconnu est la mort du boucher du village qui se noie alors qu'il tente de traverser le fleuve à la nage, le pont étant bloqué par un barrage. 
Le « siège » est finalement levé le 12 décembre 1984, avec l'évacuation par l'armée vers la côte Ouest (et notamment Nouméa) d'une grande partie des non-indépendantistes. 
Ceux restés sur place organisent des milices, encouragés par le FN de Roger Galliot et un autre parti anti-indépendantiste dur, le Front calédonien (FC). Ce dernier tient au début de l'année 1985 ce qu'il appelle le « pique-nique de Thio », en vérité réunion de soutien aux loyalistes locaux près du village qui se termine en affrontements entre les participants et les militants du FLNKS, faisant neuf blessés. 
Le 11 janvier 1985, la mort d'un jeune « Caldoche » de 17 ans, Yves Tual, neveu de Roger Galliot, tué par des indépendantistes sur la propriété de ses parents à Nassirah (frontière entre Thio et Boulouparis), met le feu aux poudres au sein du camp anti-indépendantiste : de violentes émeutes ont lieu à Nouméa dans la nuit du 11 au 12 janvier. Les commerces de personnalités indépendantistes dans la capitale sont pris d'assauts, incendiés ou pillés : la pharmacie générale (appartenant à l'ancien député et fondateur de l'UC Maurice Lenormand), la station service d'André Dang, entre autres. Les manifestants loyalistes convergent vers le Haut-commissariat, les loyalistes reprochant au représentant de l'État de l'époque, Edgard Pisani (qui a proposé le 7 janvier précédent un projet d'« indépendance association »), et au gouvernement socialiste de Laurent Fabius de favoriser le FLNKS. Le bilan se dresse à 48 blessés et 51 interpellations. 
D'autre part, Éloi Machoro est tué d'une balle dans la poitrine par un membre du GIGN avec un autre militant indépendantiste, Marcel Nonnaro, dans une ferme de La Foa qu'ils occupaient, le 12 janvier. Le même jour, l'état d'urgence est déclaré et le couvre-feu installé en Nouvelle-Calédonie. 
Quoi qu'il en soit, l'évacuation d'une grande partie des non Mélanésiens fait que, de bastion loyaliste, Thio devient en 1985 un fief indépendantiste. Louis Mapéri, du Parti de libération kanak (Palika, autre composante du FLNKS qui milite pour l'accès à la pleine souveraineté par la lutte), remplace Roger Galliot comme premier magistrat à la suite d'une élection municipale anticipée tenue le 29 septembre 1985.

## Administration

### Liste des maires
Le décret du 31 décembre 1886 crée une commission municipale. Elle est présidée à partir de 1901 par un membre de la famille Rapadzi : d'abord Joseph Rapadzi (1862-1937, originaire de La Réunion, cadre de la SLN) de 1901 à 1937, puis son fils Albert Rapadzi (1895-1983, ingénieur à la SLN, membre de la famille des « indépendants » de Henri Lafleur). En 1961, comme toutes les commissions municipales et régionales, Thio devient une municipalité de statut local, avec un maire élu (Albert Rapadzi toujours), avant de devenir en 1969 une commune de droit commun français.   
| Période                                  | Période  | Identité           | Étiquette                                        | Qualité |
| ---------------------------------------- | -------- | ------------------ | ------------------------------------------------ | ------- |
| Les données manquantes sont à compléter. |          |                    |                                                  |         |
| 1961                                     | 1967     | Gustave Cornaille  |                                                  |         |
| 1967                                     | 1971     | Albert Rapadzi     | Rascal puis UD                                   |         |
| 1971                                     | 1985     | Roger Galliot      | Union calédonienne puis FNSC puis Front national |         |
| 1985                                     | 2001     | Louis Mapéri       | FLNKS-Palika puis FLNKS-UNI-Palika               |         |
| 2001                                     | 2005     | Albert Moindou     | FLNKS-UNI-UPM                                    |         |
| 2005                                     | 2014     | Thierry Song       | Avenir ensemble puis Calédonie ensemble          |         |
| 2014                                     | En cours | Jean-Patrick Toura | FLNKS-UC                                         |         |

### Politique
D'abord fief anti-indépendantiste jusqu'en 1985, elle devient alors un bastion du FLNKS, avec en son sein une rivalité traditionnelle entre l'UC-Palika d'une part (dominé par le Palika Louis Mapéri) et l'Union progressiste en Mélanésie (UPM) d'Albert Moindou et Guy Pascal d'autre part. L'apparition en 1998 de la Fédération des comités de coordination indépendantistes (FCCI), créée par des dissidents modérés du FLNKS qui deviennent des alliés traditionnels sur la scène territoriale du mouvement historique loyaliste, le Rassemblement pour la Calédonie dans la République (RPCR, devenu Rassemblement-UMP en 2004 puis simplement Le Rassemblement en 2014 et Le Rassemblement-Les Républicains en 2015), divise d'autant plus le camp indépendantiste à Thio. Ainsi, la liste UC-Palika de Mapéri passe de 674 voix obtenus aux municipales en 1995 à 353 en 2001, contre 126 alors à la FCCI, permettant à l'UPM de l'emporter.
Les tensions entre les deux tendances rivales du FLNKS à Thio aboutit à la démission du conseil municipal et à l'organisation d'élections anticipées : elles sont remportées par l'Avenir ensemble (parti anti-indépendantiste créé en 2004 par des dissidents de plus ou moins longues dates du RPCR) de Thierry Song avec une majorité relative de 10 sièges sur 23. Aux élections municipales de mars 2008, si la liste du FLNKS (UC-Palika), désormais menée par Jean-Patrick Toura de l'UC, retrouve la première place (de peu) avec 490 voix (37,93 %) et 9 sièges sur 23, et l'Avenir ensemble du maire sortant Thierry Song réalise un moins bon score qu'en 2005 avec 469 votes (36,3 %) et 9 élus également (un de moins), les scores cumulés des deux formations anti-indépendantistes (Avenir ensemble et Rassemblement-UMP) totalisent une majorité absolue (702 bulletins, 54,33 %, pour une participation de 70,5 % des inscrits). L'UPM de Charles Moindou retombe à 100 suffrages (7,74 %) pour un seul conseiller municipal. Les 9 Avenir ensemble (devenus Calédonie ensemble en octobre 2008 à la suite d'une scission du parti) et les 4 du Rassemblement-UMP finissent par se mettre d'accord pour réélire Thierry Song à la tête du conseil municipal.  
Aux élections provinciales du 10 mai 2009, la liste unitaire du FLNKS menée par Rock Wamytan dans le Sud obtient également le meilleur score à Thio (490 voix, 38,64 %, soit exactement autant qu'aux municipales de 2008 alors que l'UPM soutient et fait partie de cette formation, avec Odette Moindou en 4e position). Les deux listes présentées sur un programme clairement indépendantistes (le FLNKS et le Parti travailliste, bras politique du syndicat anticapitaliste USTKE), réalisent un score cumulé de 565 votes (44,6 %). Les candidatures anti-indépendantistes (outre celle Calédonie ensemble du président sortant de l'Assemblée provinciale Philippe Gomès et où Thierry Song figure en 9e position, il s'agit du Rassemblement-UMP de Pierre Frogier, de l'Avenir ensemble-LMD de Harold Martin, du Rassemblement pour la Calédonie RPC de l'ancien chef historique de la famille loyaliste Jacques Lafleur, du FN de Bianca Hénin et du ROC Plurielle qui s'adresse surtout à l'électorat wallisien et futunien) totalisent 513 suffrages (40,5 %). Parmi elles, c'est Calédonie ensemble qui est arrivée en tête et récupère la majeure partie des sympathisants de l'Avenir ensemble de 2005 et 2008 (327 votes, 25,79 %), tandis que le Rassemblement-UMP retombe à Thio à seulement 98 électeurs (7,73 %). Enfin, deux listes qui se déclaraient neutres sur la question de l'indépendance et se concentraient sur la réussite de l'accord de Nouméa et de la mise en place d'une citoyenneté néo-calédonienne pluriethnique (« Ouverture citoyenne » et « Génération destin commun ») obtiennent ensemble 190 voix (15 %). C'est surtout « Ouverture citoyenne » - formée par des membres du Palika Sud (Louis Mapou, Élie Poigoune) et des dissidents de l'UC (Marie-Claude Tjibaou, veuve du défunt dirigeant historique du camp indépendantiste Jean-Marie Tjibaou, Jean-Pierre Deteix) qui n'acceptaient pas le choix de Rock Wamytan à la tête de la liste FLNKS, alliés à la section locale du Parti socialiste (PS) de Michel Jorda, à des anti-indépendantistes (Laurent Chatenay) et des membres de la société civile - qui réalise un bon score, se plaçant en 3e place dans la commune avec 186 votes (14,7 %).  
Thio est ainsi devenue dans les années 2000 la seule commune de la côte Est à avoir une forte implantation électorale anti-indépendantiste, au profit surtout de Calédonie ensemble, ainsi qu'une base importante pour des formations modérées qui souhaitent se concentrer sur la construction du « destin commun » plutôt que sur la revendication de l'indépendance (la FCCI puis « Ouverture citoyenne »).

### Organisations coutumières
Les terres coutumières de Thio sont réparties en deux districts coutumiers (ou grandes-chefferies) pour 13 tribus : Borendy (5 tribus côtières dans la moitié sud-est de la commune) et Thio (8 tribus réparties tout au long du fleuve du même nom). Elles font partie de l'aire coutumière Xaracuu. 
| Districts coutumiers | Tribus                                                                                 |
| -------------------- | -------------------------------------------------------------------------------------- |
| Thio                 | Kouaré, Ouindo, Ouroué, Saint-Michel, Saint-Paul, Saint-Philippo I et II, Saint-Pierre |
| Borendy              | Grand et Petit Borendy, Port Bouquet, Saint-Jean-Baptiste, Saint-Joseph                |

## Démographie
L'évolution du nombre d'habitants est connue à travers les recensements de la population effectués dans la commune depuis 1956. À partir de 2006, les populations légales des communes sont publiées annuellement par l'Insee, mais la loi relative à la démocratie de proximité du 27 février 2002 a, dans ses articles consacrés au recensement de la population, instauré des recensements de la population tous les cinq ans en Nouvelle-Calédonie, en Polynésie française, à Mayotte et dans les îles Wallis-et-Futuna, ce qui n’était pas le cas auparavant. Ce recensement se fait en liaison avec l'Institut de la statistique et des études économiques (ISEE), institut de la statistique de la Nouvelle-Calédonie. Pour la commune, le premier recensement exhaustif entrant dans le cadre du nouveau dispositif a été réalisé en 2004, les précédents recensements ont eu lieu en 1996, 1989, 1983, 1976, 1969, 1963 et 1956.
En 2019, la commune comptait 2 524 habitants, en diminution de 4,5 % par rapport à 2014 (Nouvelle-Calédonie : +0,98 %).
| 1956  | 1963  | 1969  | 1976  | 1983  | 1989  | 1996  | 2004  | 2009  |
| ----- | ----- | ----- | ----- | ----- | ----- | ----- | ----- | ----- |
| 1 776 | 2 253 | 3 176 | 2 894 | 3 019 | 2 368 | 2 614 | 2 743 | 2 629 |

| 2014  | 2019  | - | - | - | - | - | - | - |
| ----- | ----- | - | - | - | - | - | - | - |
| 2 643 | 2 524 | - | - | - | - | - | - | - |

## Tribus
- Aire coutumière Xaracuu sud
  - District Borendy : Grand Borendy, Petit Borendy, Port Bouquet, St Jean Baptiste, St Joseph
  - District Thio : Kouaré, Ouindo, Ouroué, St Michel, St Paul, St Philippo I, St Philippo II, St Pierre

## Clans Traditionnels Kanak de la région de Thio
Cöö mè Kûmô:
"Cöö mè Kûmô" : Sous-branches du grand clan THIA (mè THIA) originaire de Kouaoua dont plusieurs branches se sont déplacées à différentes périodes sur le territoire de la Nouvelle-Calédonie (Kouaoua, Lafoa, Moindou, Farino, Koné, Ponérihouen, Poum, Boulouparis, Thio, Yaté, Lifou, Maré, Tiga, etc..). Une des tribus de Thio porte le nom d'une des branches de ce clan THIA partit de Lafoa vers Pouembout (Ouroué/Urûwê). Les 2 branches "Cöö mè Kûmô" devenues autonomes en pays Cöö (Thio) ont donnés leur nom au village de Thio et formaient ainsi les 2 plus anciennes chefferies de cette région qui étaientt en place avant le début de la colonisation française.
Bwè mê Kama
2 Clans de la tribu de Ouroué.
Chamoinri
Clan de la tribu de Ouroué
Moindou/Mwédri/Mandi
Clan de la tribu de Koua composés de plusieurs lignages:
-Boa et Mandi (à l'ile des pins)
-Moindou et Mandi (à l'ile des pins)
-Kando
-Oundo
-Ponésia
Owi
(orthographié également Howi/Ohoui/Ooui/Hawi/Awi/Haoui/Aoui/Ahouhoui/Oui/Ali dans la littérature coloniale française). 
Dans les récits généalogiques on cite: " Owi mè Bûrûpwari "
Clan suzerain historiquement installé dans la haute vallée de Thio (vallée de Kuenthio) et Boulouparis (Haute Ouaménie), ainsi que dans le haut de Pocquereux (Oua-Pocquereux). Ce clan est connu pour avoir participé à l'insurrection Kanak de 1878 dans la région de Boulouparis et de Thio aidé des clans Moindou (Mwédri) au coté de Atai (Chef de la révolte kanak de 1878).
On cite dans le clan Owi:
-1)
-"Owi mê Néssoré"
-"Tenda mê Chiwaoû"
-"Kata mê Noûri"
-2)
-"Djitoua mê Owi"
-"Owi mê Néssoré/Nonnaro"
-"Ipéré/Upéré/Ovéré"
-"Ouenpouékou mê Némouaréô"
-3)
-"Owi mê Nonnaro"
-"Mwêrê/Mwâroû mê Ipéré/Upéré/Ovéré"
Bwêrê mê Toûra :
2 Clans (M'Boueri et Toura) de la basse vallée de Thio.
Mouadjouarou
Clan installé à la tribu de Saint-Pierre
Nouméa
Clan installé à la tribu de Saint-Pierre

## Chefs traditionnels Kanak en 1878
- Chef : Philippe Philippo (Saint-Philippe)
- Chef: Djeuda (Chef Owi à Karaka) (également orthographié (Judano/Judanon/Gudano/Junda dans la littérature coloniale relatant de l"insurrection kanak de 1878).

```
Grand Chef Kanak en 1878, de la grande tribu des Owi (Howi/Aouis/Aouie/Haouis) à Thio, situé dans la vallée de Kuenthio (entre Boulouparis et Thio). Il est connu pour avoir mené les kanaks de sa tribu et avec celle des Koa et des Poquereu à l'insurrection de 1878, dans la région de Boulouparis et de Thio de 
Juin 1878
 à 
avril 1879
. Il sera capturé en 
avril 1879
, sera ramené au camp de Servan à Kuiné, Canala, où il sera fusillé sans jugement. Dans la littérature coloniale relatant de cet épisode insurrectionnel Kanak dans la région de Boulouparis et de Thio, selon les auteurs des écrits Judano fut également orthographié Judanon/Junda/Gudano/, mais selon la vraie prononciation phonétique son prénom s'écrit "Djeuda" ou "Djeunda".
```

- Chef: Djeukimoa (Chef Owi)
- Chef : Achaou (Chef Owi)
- Chef: Bourgawa  (Chef Owi)
- Chef Cham (Chef Owi) ((également orthographié (Shamme dans la littérature coloniale relatant de l"insurrection kanak de 1878)
- Chef Nondo (Chef d'un ancien village Owi)
- Chef: Nérémoin (Chef de Koua)
- Chef: Simon (Chef de Saint-Michel)
- Chef: Léopold (Chef de Saint-Pierre, fusillé en 1878)

## Économie
L'activité économique reste essentiellement marquée par l'exploitation du nickel par la SLN qui emploie quelque 180 salariés dans la commune (7,5 % des effectifs totaux de la société et quelque 15 % de la population active de Thio), à quoi s'ajoutent les quelque 75 personnes recrutés par trois sous-traitants (la Somikat pour l'exploitation minière de Dothio, l'APST pour le gardiennage des sites et la Sudnordmines pour les travaux et l'environnement, c'est ainsi pratiquement un quart des actifs de la localité qui travaillent dans ce secteur). Deux gisements à ciel ouvert sont aujourd'hui exploités. Tout d'abord, la mine du Plateau, proche de la mer et du village, est le berceau de la SLN, sur la rive gauche de la Thio à environ 600 m d’altitude. Elle produit encore grâce à des innovations techniques permettant de valoriser des gisements de plus en plus difficiles (le transport se fait jusqu'au port par roulage sur une route de 13 km). Ensuite, la mine du Camp des sapins, ouverte en 1972, se trouve à 800 m d’altitude, sur la rive droite de la Thio, à près de 40 km de la mer et du village (le transport se fait jusqu'au port de Thio-Mission par un téléphérique long de 7,5 km, le Tamon, puis par roulage sur 20 km jusqu'à la mer). La Société Le Nickel estime en 2010 que 40 millions de tonnes de minerais ont été extraites des mines de Thio depuis le début de leurs exploitations, soit environ 900 000 tonnes de nickel. La production annuelle est d’environ 600 000 tonnes de minerais brut (environ 10 % du total extrait en Nouvelle-Calédonie) dont la plus grande part alimente l’usine de Doniambo à Nouméa, le reste étant destiné à l’exportation vers le Japon. L'importance de la SLN se retrouve dans l'aménagement de la commune, une grande partie des infrastructures ayant été financées par la compagnie. Par exemple, en 2007, elle a cédé à la municipalité les réseaux de voirie et d'alimentation en eau potable (AEP) du lotissement des Pétroglyphes (à environ 4 km au sud-ouest de Thio-Mission et 3 km au sud de Thio-Village, sur la rive droite de la Thio) en incluant une compensation financière de 100 millions de Francs CFP destinée à leur remise en état.
De plus, la commune a profité de cette histoire pour développer des activités culturelles et touristiques autour de ce thème. Le musée de la mine a été installé à Thio-Village dans les locaux de l'ancienne direction du centre minier dans les années 1890, repérable par la petite locomotive à vapeur qui se trouve à l’entrée et les pylônes de l’ancien téléphérique qui, de 1951 à 1974, transportait le minerai sur près de 4 km, de la mine du plateau au port minéralier. Il bénéficie d'importantes collections, notamment photographiques et de minéraux mais également d'outils plus ou moins anciens et de la vaisselle de l'ancienne marine de la SLN. De plus, l'office de tourisme organise chaque mois, ainsi que lors de la foire municipale tenue annuellement en juillet depuis le début des années 1990, des visites de la mine du Plateau, commentées par un historien local, suivies d'un repas traditionnel en tribu.  
La polyculture vivrière traditionnelle kanak (igname, taro, manioc) ainsi que la pêche continuent à être pratiqués dans les tribus.

## Culture

### Animations
- marché hebdomadaire, productions locales, artisanat,
- Tous les mois : Visite guidée de la mine du Plateau-SLN
- avril : fête de la Culture,
- mai : fête de l'igname,
- juillet : foire de Thio,
- juin : fête du poulpe,
- septembre : festival Tembeü de la parole, du conte et des légendes, tous les deux ans,
- décembre : fête de la mer,

### Sport
La ville dispose de sa propre équipe de football, l'AS Thio Sport.

## La côte
Quelques dizaines de kilomètres de littoral entre Thio et Yaté, 1200 km2, 1000 habitants, une zone refuge de la biodiversité, accessible presque uniquement par bateau, peu protégée, à forte pluviométrie, menacée par les feux (6000 hectares en 15 ans). Les districts coutumiers de Borendy et d'Unia ont signé en 2014 un moratoire pour deux ans au moins, qui gèle l'ouverture de piste(s) et la prospection minière, pour étudier les milieux naturels et les écosystèmes, mais aussi l'histoire des occupations humaines (particulièrement à Woen Wùù).
Le 15 avril 2019, la création du parc provincial de la Côte Oubliée est votée par les élus en assemblée de la province sud.
La Côte Oubliée, qui borde le côté Est de la province Sud est désormais un parc naturel provincial.  Un espace, situé entre les tribus d’Unia et de Thio Mission, de 98 000 hectares pour la partie terrestre et 29 000 hectares pour la partie marine, qui compte 98% d’espèces végétales endémiques, des centaines d’espèces rares ou menacées, un patrimoine culturel et immatériel précieux, et surtout la moitié des forêts humides de la Nouvelle-Calédonie. Un véritable trésor de biodiversité, déjà étudié par des scientifiques du Muséum national d’histoire naturelle notamment
40 % de la région est concernée par des titres de recherche minière appartenant à la plupart des mineurs de la Grande-Terre. Mais les coûts d'exploitation, dont l'accessibilité, restent élevés.
L'extraction de nickel, cobalt, chrome, autrefois active (3 millions de mètres cubes de minerai en plus de cent ans) se réduit à la Ouinné. 
Et un projet de barrage hydroélectrique existe sur la Ouinné.
Une synthèse des connaissances est en cours, réalisée par l'Observatoire de l'environnement, l'Œil, de Saint-Gabriel au sud d'Unia. L'espace marin, riche et bien préservé, est assez bien renseigné, surtout dans les aires protégées (baie de Port-Bouquet, îlot Moindé-Ouémié). C'est d'ailleurs la seconde zone de concentration des baleines à bosse en période de reproduction (en Nouvelle-Calédonie, après le Grand Sud). (L'espace terrestre est encore peu observé, même dans les aires protégées (Mont Humbolt, Massif du Kouakoué, la Haute Pourina).

## Lieux et monuments
- Patrimoine naturel 
  - réserve de la Forêt de Saille,
  - réserve botanique du Pic Ningua (ouest),
  - réserve du Mont Humboldt,
  - les trois boucles, randonnée à cheval,
  - nombreux points de vue, trous d'eau et méandres de la Thio le long de la route transversale du col de Nassirah qui relie Thio à Boulouparis sur la côte Ouest : village SLN, Nakaré,
  - trou d'eau de la To n'Do,
  - trou d'eau chaude de Ouindo (sur autorisation),
  - cascade de Kouaré,
  - platiers et réserves de la côte,
  - Côte Oubliée (au sud, en direction de Yaté),
  - baie de Port-Bouquet,
  - plage de sable noir d'Ouroué (Urué),
  - plage de sable blanc de Moara (Mwara),
  - sentier de Bota Méré,

- Patrimoine culturel
  - pétroglyphes disséminés sur plusieurs sites dans la vallée de la Thio,
  - mission mariste,
  - cimetière des Japonais,
  - piste à horaire,
  - épave de La Joliette,

- Patrimoine industriel
  - Musée de la mine à Thio-Village, le vieux quartier avec plusieurs maisons coloniales,
  - Mine du plateau, la plus ancienne et toujours exploitée, le convoyeur, sur réservation,

## Nord: repères,RP10Thio - CanalaRPN3
- commune de Thio (Cöö)
  - village de Thio,
  - vallée, rive droite, vers le col de Nassirah (349 m), vers la côte ouest (Bouloupari, Nouméa) : 
    - ̆ pétroglyphes, Saint-Paul (Shao), Saint-Michel (Xûa-Bokéni), Saint-Pierre (Pwimuru), Saint-Maurice (RM13),  Forêt de Saille, Pic Ningua,

  - pont sur la Thio, îlot rocheux de Bota Méré,
  - vallée, rive gauche, RM4, CR 11, CR 6 : vallée de la Fanama, Ouindo (Wiô), trou d'eau chaude,
  - Thio, ville ancienne, phare, port, cimetière japonais, vieille fonderie Côô,
  - Le Plateau, mine (visite écoresponsable), musée, circuit historique,
  - RM3, Ouroué (Urué), ancienne fonderie, plage,
  - CR 14,
  - Route à horaire, unique en Grande -Terre, vallée de la  Dothio, panorama,
  - col de Petchicara (Petchekara),
- commune de Canala
  - Koumendi, Tenda,
  - Ného, Ouassé (Téê)(pétroglyphes), baie de Nakéty,
  - vallée de la Nakéty, église, baie, plage, wharf, cascade de Ciu, tombe d'Éloi Machoro,
  - îlot Nani, baie de Pain,
  - presqu'île Bogota, plateau de Bogota, Ouassé (plage de sable noir), lac bleu ou lac noir, pétroglyphes,
  - Gélima, chemin balisé de Haut-Gélima,
  - Parahoui,
  - vers Kuiné, Mia, plateau de Mia, tarodières irriguées,
  - Canala, baie, aérodrome...
- commune de Kouaoua (Kaa Wi Paa)

## Sud de Thio,RM2,RM8, puis  la côte oubliée
- commune de Thio (Cöö)
  - vallée, rive gauche, RM4, CR 11, CR 6 : vallée de la Fanama, Ouindo (Wiô), trou d'eau chaude,
  - pont sur la Thio,
  - village de Thio,
  - vallée, rive droite, vers le col de (Bouloupari, Nouméa) : Saint-Paul (Shao), Saint-Michel (Xûa-Bokéni), Saint-Pierre (Pwimuru), Saint-Maurice, Pic Ningua,
  - Saint-Philipo I(Wenene), Saint-Philipo II, Thio-mission, église, Bota Méré,
  - port minéralier,
  - épave de La Joliette, pour la plongée,
  - réserve botanique de la forêt de Saille, mont Cidoa (1354 m), mont Saint-Vincent (1441 m),
  - Saint-Gabriel, îlot Kindé,
  - pointe Mwara, plage blanche de sable blanc Moara, après le port de Thio-Mission, gérée par la tribu de Saint-Philippo,
  - presqu'île de Nemméni, baie de Tamanou, Pointe Désiré, baie Parker, baie de Neuméni,
  - rivière Boa Kore, rivière Tô De, vers le mont Cidoa,
  - îlot Nemou / Nému, baie de Port-Bouquet, Anse Lémia,
  - Saint-Roch,
  - îlot Toupéti (Tupéti), Port-Bouquet (Nguré),
  - Port-Bouquet (Nguré), baie, rivière Xwé Fachia, village de Mamié,
  - Anse du Coëtlogon, Grand Borendi (Xöwi),
  - Saint-Joseph (Nyiamia),
  - Saint-Jean Baptiste (Méchô Kwé), vallée de la Camboui (Xwê Bwi), fin de la route,
  - île Muru, Urû Rè Pê,
  - réserve botanique du Mont Humboldt (sud, 1618 m),
  - Peti Borendi (Wêchué), vallée de la Ngoi, village minier de N'goye,
- commune de Yaté : pistes
  - baie de Kouakoué, Porc-épic de Kouakoué...
  - baie de Ouinné, mont Dzumac,
  - récif Kouanné, Port-Ounia,
  - baie de Poco Mie,
  - Unia, Chakéké, Yaté, lac de Yaté, Réserve naturelle de la Haute Pourina, Parc Provincial de la Rivière Bleue, les Bois du sud, Port-Boisé...